# Туманський Іван Григорович
Туманський Іван Григорович (бл. 1740 — ?) — письменник, перекладач, член Другої Малоросійської колегії в 1777—1781 роках, колезький радник (1777), статський радник (1793 р.)

## Навчання
Навчався в Київській академії, закінчивши клас риторики.
Потім він продовжив навчання в Санкт-Петербурзі: з 20 лютого 1758 р. — в гімназії Імператорської академії наук і мистецтв; потім до 1761 року навчався в Санкт-Петербургському університеті, де вивчав латинську, німецьку та французьку мови, слухав лекції М. М. Мотониса і Г. В. Козицького з логіки та риторики, займався історією, географією та математикою.

## Державна служба
З 1764 р. І.Туманський почав службу перекладачем у Герольдмейстерську контору Сенату. Потім продовжив її на посаді секретаря Третього департаменту Сенату. А в 1777 р. — переведено до Першого департаменту Сенату.
За пропозицією П.Рум'янцева-Задунайського Сенату надав в 1777 році І.Туманському чин надвірного радника і посаду в Малоросійській колегії.
10 липня 1777 р. за «усердное исправление должности» П. О. Румянцев-Задунайський рекомендував Колегії призначити І.Туманському зарплату канцеляриста 3-го класу «до того времени, пока откроется первая вакансия, на кою тотчас же его и поставить».
Деякий час І.Туманський перебував у штаті канцеляристів надвірного радника і резидента А. Д. Константинова при дворі хана Шагін-Гірея в Криму, звідки, у зв'язку з хворобою 26 червня 1779 р. та за особистим клопотанням П.Рум'янцева-Задунайського, був переведений у штат канцеляристів Малоросійської колегії.
|  | «Наприкінці 1770-х рр. у Малоросійській колегії порядкували самі Туманські: водночас членами Колегії було три представники роду – В.Г.Туманський, його син Михайло, до яких приєднався І.Г. Туманський», - зазначав історик О.П. Оглоблин |

.
30 травня 1782 р. за поданням П. О. Румянцева-Задунайського в «награждение за продолжение им с 1769 г. добропорядочной службы», І.Туманський отримав чин військового товариша.
Станом на 1781 р. він мешкав у Глухові в будинку бунчукового товариша С. П. Кулябки.
В 1784 році І.Туманський був призначений губернським прокурором у новоствореному Київському намісництві, а згодом — «экономии директора».
22 грудня 1784 р. він отримав чин колезького радника.
Протягом 1791—1795 рр. І.Туманський перебував на посаді голови Цивільної палати Київського намісництва.

## Творчість
Як перекладач з іноземних мов І.Туманський увійшов до створеного з ініціативи Катерини ІІ у 1760-х рр. «Собрания, старающегося о переводе иностранных книг», яке було створене з метою знайомства російської публіки з творами провідних західних мислителів XVIII ст.
І.Туманський добре володів латинською, французькою та німецькою мовами.
В 1763 році він переклав та власним коштом видав твір Фенелона Франсуа де Саліньяка «О воспитании девиц» (1687 р.). Потім ця праця перевидавалась чотири рази.
І.Туманський також здійснив переклад 64 статей з «L'Encyclopédie ou Dictionnaire raisonné des sciences, des arts et des métiers» («Енциклопедія, або Тлумачний словник наук, мистецтв та ремесел»), які належали здебільшого Л. де Жокуру. Переклад ще 24 статей з «Енциклопедії», присвячених суспільно-політичному устрою та державній політиці, — «Правление», «Демократия», «Ограниченная монархия», «Тирания», «Узурпатор» у 1770 р. були видані
окремою збіркою під назвою «О государственном правлении и разных родах оного».
У 1769 р. І.Туманський уклав збірку, присвячену Стародавній Греції під назвою «Пелопоннес или Морея, с находившимися и находящимися в оной городами, областями и другими примечания достойными местами».
Ці видання були серед перших книг, виданих «Собранием, старающимся о переводе иностранных книг».

## Нагороди
- Орден святого Володимира 4 ступеня (1791 р.)

## Родина
Брат Туманський Осип Григорович (бл. 1730—1795) — був дипломатом в уряді Кирила Розумовського та секретарем Другої Малоросійської колегії.